# Requeil
Requeil település Franciaországban, Sarthe megyében. Lakosainak száma 1108 fő (2022. január 1.). Requeil Yvré-le-Pôlin, Château-l’Hermitage, Mansigné, Oizé és Pontvallain községekkel határos.

## Népesség
A település népessége az elmúlt években az alábbi módon változott:
| Lakosok száma | 1209 | 1216 | 1236 | 1184 | 1163 | 1142 | 1134 | 1120 | 1108 |
|               | 2013 | 2015 | 2016 | 2017 | 2018 | 2019 | 2020 | 2021 | 2022 |